# Otra noche sin ti
Otra noche sin ti è un singolo del cantante colombiano J Balvin e del cantante statunitense Khalid, pubblicato il 9 aprile 2021 come secondo estratto dal sesto album in studio di J Balvin Jose.

## Video musicale
Il video musicale, reso disponibile in concomitanza con l'uscita del brano, è stato diretto da Colin Tilley.

## Tracce
Testi e musiche di José Álvaro Osorio Balvin, Khalid Donnel Robinson, Kevyn Mauricio Cruz e Lenin Yorney Palacios Machado.
1. Otra noche sin ti – 3:48

## Formazione
- J Balvin – voce
- Khalid – voce
- Keytin – produzione
- Lexuz – produzione

## Classifiche

### Classifiche settimanali
| Classifica (2021) | Posizione massima |
| ----------------- | ----------------- |
| Colombia          | 15                |
| Perù              | 80                |
| Portogallo        | 5                 |
| Spagna            | 25                |
| Svizzera          | 39                |

### Classifiche di fine anno
| Classifica (2021) | Posizione |
| ----------------- | --------- |
| Portogallo        | 27        |